# Arpenik Nalbandyan
Arpenik Nalbandyan, in armeno Արփենիկ Նալբանդյան (Tbilisi, 23 dicembre 1916 – Erevan, 17 maggio 1964), è stata una pittrice e artista sovietica di etnia armena.

## Biografia
Arpenik Nalbandyan nacque il 23 dicembre 1916 a Tbilisi. Dal 1935 al 1941 studiò pittura presso l'Accademia Statale d'Arte di Tbillisi, Georgia. Nalbandyan divenne membro dell'Unione degli artisti armeni nel 1943. Nel 1946 iniziò ad insegnare alla Accademia di Belle arti e Teatro di Erevan. Nel 1948 e nel 1952 fu eletta deputato del Consiglio comunale. Nel 1956 ricevette la medaglia dell'Ordine al merito del lavoro, e nel 1957 divenne professore associata all'Accademia di Mosca. Nel 1961 divenne membro onorario degli artisti della RSS Armena.
Arpenik Nalbandyan morì il 17 maggio 1964 a Erevan.